# Linka 2 (metro v Paříži)
Linka 2 je druhá nejstarší linka Pařížského metra a v systému MHD je značena modrou barvou. Linka byla postavená v letech 1900–1903 a spojuje stanice Porte Dauphine na západě města a Nation na východě. Spolu s linkou 6 vytvářejí okružní linku.

## Popis tratě
Linka měří 12,4 km, čítá celkem 25 stanic (průměrná vzdálenost mezi stanicemi je 517 m) a ročně se zde přepraví 92,1 milionů cestujících. Je to sedmá nejvytíženější linka v Paříži.
Linka je postavená zčásti na viaduktech, takže nabízí výhledy na různé části Paříže. Čtyři stanice mezi Barbès – Rochechouart a Jaurès jsou postaveny na 2,2 km dlouhém viaduktu.
Linka prochází přes zajímavá místa jako je Avenue Foch (nejširší ulice v Paříži), Vítězný oblouk, park Monceau, čtvrť Pigalle s Moulin Rouge, hřbitov Père-Lachaise nebo náměstí Place de la Nation.
Na lince jezdily do roku 2006 vozy řady MF 67, které byly od roku 2007 postupně nahrazeny typem MF 01.

## Historie
Dne 13. prosince 1900 byla otevřena první část linky pod názvem 2 Nord mezi stanicemi Porte Dauphine a Étoile. Dne 7. října 1902 došlo k prvnímu rozšíření linky ze stanice Étoile do stanice Anvers a následovaly 31. ledna 1903 rozšíření do stanice Bagnolet (od roku 1970 Alexandre Dumas) a naposledy 2. dubna 1903 do stanice Nation.

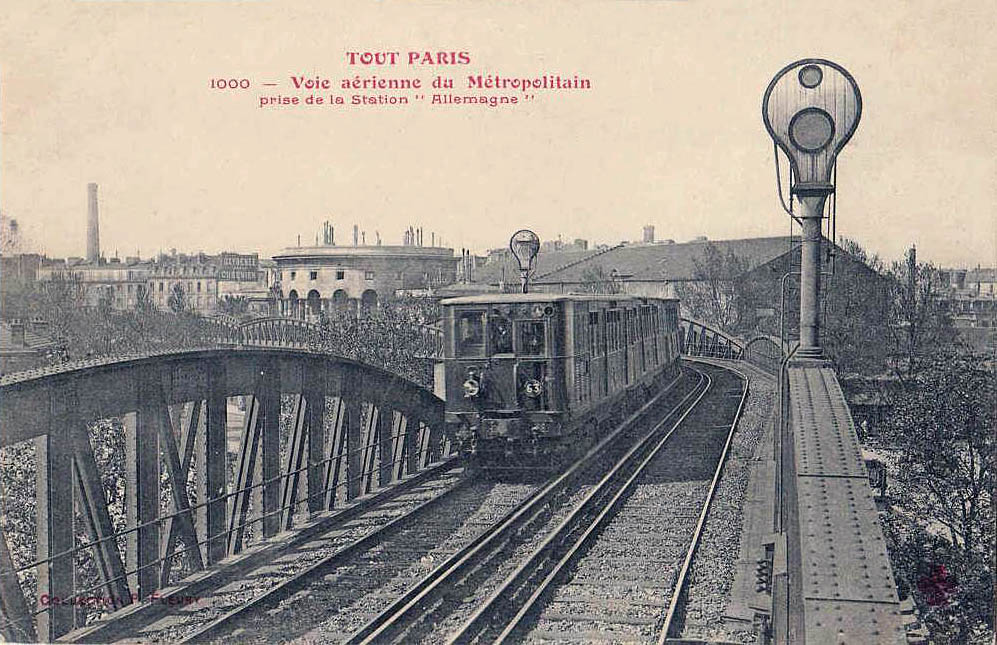
Vlak u stanice Rue d'Allemagne (kolem 1910)

Ve stanici Nation existuje pro linku 2 pouze jedno nástupiště pro příjezd a odjezd. Stanice byla vybudována ve velkém kruhu, který má dvě koleje. Vnitřní slouží cestujícím na nástupišti a vnější je využívána jako odstavná kolej. Tato služební kolej slouží jako možné spojení s linkami 1 a 9. Dříve zde byla ještě třetí kolej, které měla sloužit k propojení s linkou 6, ale tento projekt nebyl realizován.
V rámci stanice Nation odbočuje z hlavní tratě tunel do depa Charonne. Tato vedlejší trať umožňuje další spojení s linkou 1. Do otevření depa ve Fontenay-sous-Bois bylo využíváno též pro linku 1. V letech 1981–1983 bylo rekonstruováno a má rozlohu 10900 m2.

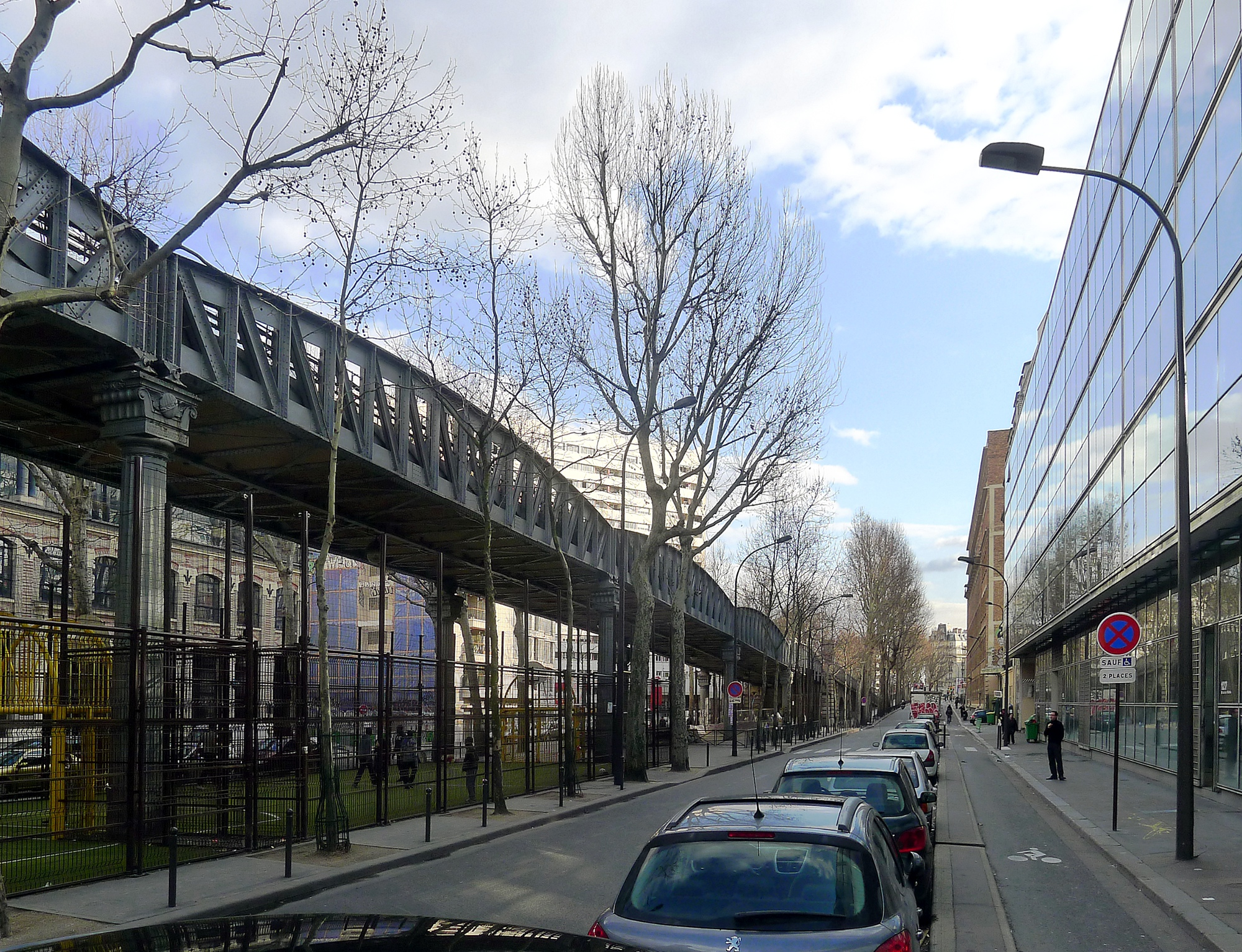
Viadukt na Boulevardu de la Villette

Výstavba viaduktu byla zvolená kvůli křížení železničních tratí na Severním a Východním nádraží. Obě hlavové stanice neměly možnost přerušit provoz na tratích, a protože metro se nestavělo ražbou tunelu, ale hloubením na povrchu, musel být zvolen viadukt.
Stejně jako u linky 1 mají i tunely na této lince elipsovitý tvar a výšku 5,20 m. Stanice mají buď klenutou klenbu nebo strop z kovových desek.
Výstavba viaduktů se zprvu setkala u veřejnosti s odmítnutím, že stavba poškodí vzhled města a jeho výstavba bude dvojnásobně drahá než tunel.
Koleje Severního nádraží byly překlenuty dvěma viadukty o rozpětí 75,25 m. Od rozšíření nástupišť pro Eurostar končí teď přímo pod viaduktem. Stejně dlouhý viadukt 75,25 m překračuje kolejiště Východního nádraží. Zatáčky viaduktů mají částečně jen rádius 75 m, rampa mezi stanicemi Jaurès a Colonel Fabien má stoupání 40 ‰.
Dne 10. srpna 1903 došlo k elektrickému zkratu na jednom z vagonů metra, který způsobil požár, při kterém zahynulo 84 cestujících převážně ve stanici Couronnes. Jedná se o největší neštěstí v dějinách pařížského metra. Dne 14. října 1907 byla linka 2 Nord přejmenována na linku 2.
V roce 1930 byla přeložena stanice Victor Hugo, aby se mohly nasadit delší vozy. Stanice leží v oblouku a nové vozy by měly až 50 cm odstupy mezi nástupištěm a vagóny. Kvůli bezpečnosti cestujících byla stanice posunuta až za otočku. Původní nástupiště stále existuje a využívá jej RATP pro interní potřebu.
Některé stanice dříve nesly jiný název
- Charles de Gaulle – Étoile (původně Étoile)
- Barbès – Rochechouart (původně Boulevard Barbès)
- Stalingrad (původně Aubervilliers, později Aubervilliers – Boulevard de la Villette)
- Jaurès (původně Rue d'Allemagne)
- Colonel Fabien (původně Combat)
- Alexandre Dumas (původně Bagnolet)

Plán linky 2